# Ben Loomis
Ben Loomis, né le 9 juin 1998 à Eau Claire, est un coureur du combiné nordique américain. 

## Biographie
En 2014, il prend part au championnat du monde junior de saut à ski à Val di Fiemme.
Ben Loomis intègre l'équipe nationale pour la Coupe continentale lors de la saison 2014-2015. En 2016, son moment fort est la médaille d'argent obtenue en individuel aux Jeux olympiques de la jeunesse à Lillehammer. Il prend part à la Coupe du monde individuellement dès la saison suivante, ainsi qu'aux Championnats du monde à Lahti.
Il participe aux Jeux olympiques d'hiver de 2018, où il est 40e et 41e en individuel et dixième par équipes. En 2018, il est aussi médaillé de bronze aux Championnats du monde junior en individuel. 
En janvier 2019, il marque son premier point dans la Coupe du monde avec une trentième place à Trondheim.
Son frère Adam est aussi coureur du combiné nordique.

## Palmarès

### Jeux olympiques d'hiver
| Épreuve / Édition   | Individuel     | Individuel     | Par équipes Grand tremplin |
| Épreuve / Édition   | Petit tremplin | Grand tremplin | Par équipes Grand tremplin |
| JO 2018 Pyeongchang | 41e            | 40e            | 10e                        |
| JO 2022 Pékin       | 15e            | 19e            | 6e                         |

### Championnats du monde
| Épreuve / Édition        | Individuel     | Individuel     | Par équipes           | Par équipes           |
| Épreuve / Édition        | Petit tremplin | Grand tremplin | Grand tremplin Sprint | Petit tremplin Relais |
| Mondiaux 2017 Lahti      | -              | -              | -                     | 8e                    |
| Mondiaux 2019 Seefeld    | 33e            | 44e            | 9e                    | 10e                   |
| Mondiaux 2021 Oberstdorf | 33e            | 31e            | 9e                    | 9e                    |

### Coupe du monde
- Meilleur classement général : 64e en 2019.
- Meilleur résultat individuel : 22e.

#### Classements en Coupe du monde
| Année     | Classement général final |
| 2017-2018 | -                        |
| 2018-2019 | 64e                      |
| 2019-2020 | -                        |
| 2020-2021 | -                        |
| 2021-2022 | 33e                      |
| 2022-2023 | 46e                      |

### Championnats du monde junior
- Médaille de bronze de l'épreuve Gundersen 10 km en 2018 à Kandersteg.

### Jeux olympiques de la jeunesse
- Médaille d'argent en individuel en 2016 à Lillehammer.